# Centro de Hóquei Gangneung

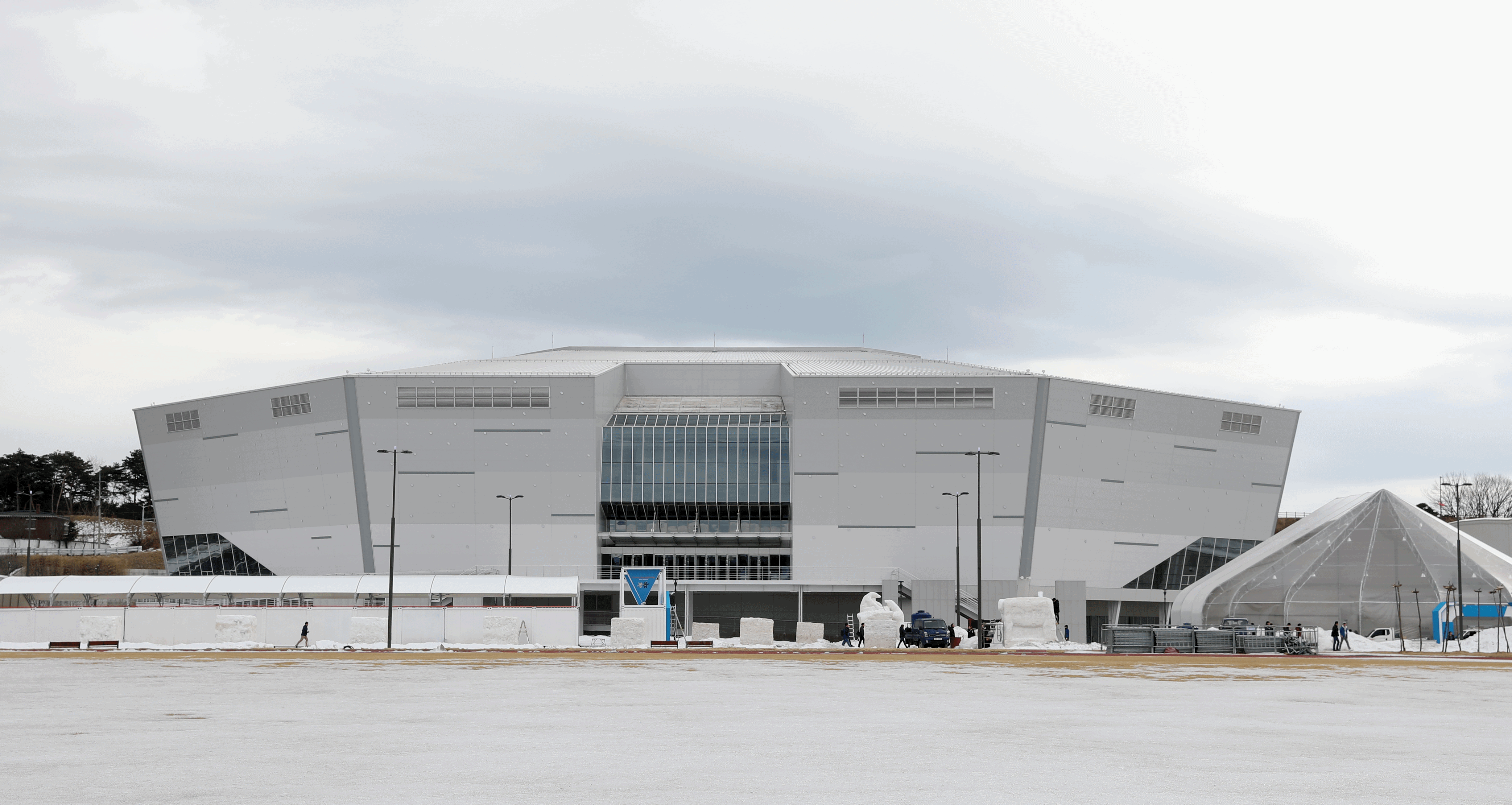
Centro de Hóquei Gangneung

Centro de Hóquei Gangneung (em coreano: 강릉 하키 센터; em inglês: Gangneung Hockey Centre) é uma arena indoor, localizada na cidade costeira de Gangneung, na Coreia do Sul.
Foi um dos dois locais para os eventos de hóquei no gelo nos Jogos Olímpicos de Inverno de 2018, servindo como o principal local para o torneio masculino e as partidas finais. Também recebeu a competição de hóquei sobre trenó durante os Jogos Paralímpicos de Inverno de 2018. Nos Jogos Olímpicos de Inverno da Juventude de 2024, recebeu todas as partidas do hóquei no gelo, nas categorias 3x3 e 5x5.
O custo de construção para o local foi estimado em 108 bilhões de won (cerca de 90 milhões de dólares). A construção começou em julho de 2014 e concluída em março de 2017.
Com capacidade para 10 000 espectadores, no seu interior há uma pista de gelo que segue as medidas internacionais (60 m x 30 m) e três andares acima do solo.